# إدوارد هودسون
إدوارد هودسون (بالإنجليزية: Edward Hodgson)‏ (28 أغسطس 1813 - 9 مارس 1882) هو لاعب كريكت بريطاني (وحمل سابقاً جنسية المملكة المتحدة لبريطانيا العظمى وأيرلندا).